# アメリカ気象学会
アメリカ気象学会（アメリカきしょうがっかい、英:American Meteorological Society、略称：AMS）は大気科学や海洋学、水文学を扱う学会である。

## 概要
1919年にマサチューセッツ州のブルーヒルズ天文台のチャールズ・フランクリン・ブルックスらによって創立され、当初の会員は米国陸軍通信隊やアメリカ気象局のメンバーから構成され、最初に発刊された機関紙、Bulletin of the American Meteorological Societyはアメリカ気象局で発刊され月度の天候記録を掲載していた。1930年代以降の大気科学の発展があり、学術誌、Journal of Meteorologyが発行されるようになった。現在は11.000人を越える会員がいる。本部はマサチューセッツ州ボストンにある。

## 出版物
- Bulletin of the American Meteorological Society
- Journal of the Atmospheric Sciences
- Journal of Applied Meteorology and Climatology
- Journal of Physical Oceanography
- Monthly Weather Review
- Journal of Atmospheric and Oceanic Technology
- Weather and Forecasting
- Journal of Climate
- Journal of Hydrometeorology
- Weather, Climate, and Society
- Earth Interactions
- Meteorological Monographs

## 表彰
アメリカ気象学会は大気科学、海洋学の分野でいくつかの表彰を行っている。
- カール＝グスタフ・ロスビー研究賞（Carl-Gustaf Rossby Research Medal）- 荒川昭夫が受賞している。
- Jule G. Charney Award
- Verner E. Suomi Award
- スヴェルドラップ金メダル（Sverdrup Gold Medal）
- Henry Stommel Research Award